# Auriga-Nunatakker
Die Auriga-Nunatakker sind eine kleine Gruppe von Nunatakkern im Westen des Palmerlands auf der Antarktischen Halbinsel. Sie ragen 35 km östlich des Wade Point am Kopfende des Bertram-Gletschers auf. Der höchste Nunatak dieser Gruppe ist ein weithin sichtbarer spitzer Gipfel.
Das UK Antarctic Place-Names Committee benannte sie 1978 nach dem Sternbild des Fuhrmanns (fachsprachlich Auriga).